# Santuario de Nuestra Señora de los Desamparados (Abades)
El santuario de Nuestra Señora de los Desamparados es un edificio situado en la parroquia española de Abades, en la provincia de Pontevedra.

## Descripción
El edificio se encuentra en la parroquia española de Abades, del municipio de Silleda, perteneciente a la provincia de Pontevedra, en la comunidad autónoma de Galicia. Se menciona en el primer volumen del Diccionario geográfico-estadístico-histórico de España y sus posesiones de Ultramar de Pascual Madoz, en la entrada correspondiente a Abades, donde aparece descrito con las siguientes palabras:

inmediato al mismo se halla una ermita ó santuario, dedicado á Ntra. Sra. de los Desamparados cuya festividad se celebra con toda solemnidad y gran concurrencia, el domingo próximo posterior al 15 de agosto de cada año: la capilla es bastante espaciosa, fabricada de piedra sillería con escelente arquitectura, tiene buena torre, órgano y vistosos altares.
(Madoz, 1845, p. 33)